# Костин, Владимир Михайлович
Владимир Михайлович Костин (род. 1955, Абакан, Хакасская автономная область) — российский писатель, прозаик, журналист, педагог. Кандидат филологических наук. Финалист и обладатель приза читательских симпатий литературной премии Большая книга (2008), лауреат Шукшинской литературной премии (2018). Член Союза писателей России, лауреат Международной Литературной премии Саши Чёрного. 

## Биография
Родился в 1955 году в городе Абакане Хакасской автономной области. После завершения обучения в школе, поступил на обучение и успешно закончил филологический факультет Томского государственного университета. Позже защитил диссертацию на соискание степени кандидата филологических наук.
Трудовую деятельность начал на заводе. После успешного окончания обучения в университете стал работать преподавателем в Томском государственном университете. Позже перешёл в журналистику. Трудился главным редактором журнала «Начало века», был редактором литературно-художественного альманаха. В его жизни была работа главным редактором на телевидение, являлся автором и ведущим еженедельной программы «Разум XXI век».
Член Союза писателей России. Исполнял обязанности председателя Томского отделения Союза писателей. Активно занимается общественной деятельностью, избирался в региональную Общественную палату.
В 2008 году стал одним из претендентов на победу в национальной литературной премии «Большая книга». Получил приз читательских симпатий за сборник повестей и рассказов «Годовые кольца».
Проживает в Томске.

## Награды и премии
- 2008 ― Большая книга (финалист, приз читательских симпатий)
- 2018 - лауреат Шукшинской литературной премии.